# Maria (schip, 1948)
Het offshore schip Maria was een safety guard vessel, een klein schip dat bij werkzaamheden in de buurt van boorplatforms de uitkijk moest houden. Het gezonken schip was een 32 meter lang voormalig vissersvaartuig. Het was een oud bootje uit 1948.

## Schipbreuk
Op 7 oktober 2013 omstreeks 01.30 uur kwam de Maria ongeveer 40 kilometer ten zuidwesten van Den Helder in aanvaring met de trawler Vertrouwen TX 68, IMO 9065455, 438 gt, gebouwd in 1993, onder Nederlandse vlag. Het schip zonk in zo'n 20 minuten naar 25-30 meter diepte in water van pakweg 16 graden. De bemanning bestond uit 5 personen, die volgens waarnemers zwemvesten droegen. Twee personen konden vrijwel direct uit het water worden gered. De overige drie bemanningsleden waren nog vermist. Op 9 oktober vonden duikers van de marine de lichamen van twee bemanningsleden.